# Vioolconcert (Kvandal)
Johan Kvandal voltooide zijn enige Vioolconcert (Noors: Konsert for fiolin of orkester) in 1979. 
De opdracht voor dit werk kwam van het Jeugdorkest van Noorwegen. Kvandal zocht voor inspiratie zijn heil in de volksmuziek van de omgeving van Skjåk. Die volksmuziek is alleen in de verte nog aanwezig. Het werk is modern van opbouw, maar lang niet zo modern klassiek als men zou verwachten van een compositie uit 1979. Het werk kreeg haar eerste uitvoering op 5 augustus 1979 in Elverum met als solist de dan twintigjarige Ragin Wenk-Wolff (geboren 14 oktober 1958) die net zoals de componist in tijdnood was, hij om het op papier te krijgen, zij om het werk in de vingers te krijgen. Men vond het destijds een monumentaal concert en wellicht het beste vioolconcert dat Noorwegen ooit heeft voortgebracht. Dat moet relatief gezien worden, want van de bekende Noorse componisten Edvard Grieg, Johan Halvorsen en Johan Svendsen heeft alleen die laatste een dergelijke werk naar de 20e eeuw gebracht.
Het concert is in drie delen, waarbij de deel twee en drie aan elkaar gelast zijn:
1. Allegro
2. Andante sostenuto
3. Allegro

Het concert begint met een krachtig ritmisch motief, dat de basis vormt van dit werk. Al snel pakt de solist zijn/haar kans. Het eerste deel is geschreven in de klassieke sonatevorm. In deel twee mag de solist zijn/haar kunne tonen in lange melodielijnen. Het deel besluit met de cadens, die de las is tussen deel twee en drie. Deel drie is geschreven in rondovorm.
Kvandal schreef zijn vioolconcert voor:
- 2 dwarsfluiten (II ook piccolo, 2 hobo’s,  2 klarinetten, 2 fagotten
- 4 hoorns, 3 trompetten, 3 trombones, 1 tuba
- pauken,  man/vrouw percussie,  celesta
- violen, altviolen, celli, contrabassen

## Discografie
Er zijn twee opnamen van dit werk:
- Op Hemera (Noors platenlabel): Isaac Shuldman (viool) met het Klassika onder leiding van Aleksandr Kantorov
- Op Centaur Records: Ragin Wenk-Wolff (viool) met het Janacek Philharmonisch Orkest o.l.v. Dennis Burgh.